# Annet Hogenhout
Annet Hogenhout (Waalwijk, 18 mei 1955) is een Nederlandse schrijfster. Ze is de auteur van de boekenreeks Olaf. Zij vond dat er te weinig boeken voor jongeren of volwassenen met een verstandelijke beperking waren, dus maakte ze zelf een boekenreeks. Zijzelf zit in een rolstoel omdat ze de ziekte Osteogenesis imperfecta heeft.
Ze verdient verder niets met de boeken, ze werkt non-profit.

## Olaf-reeks
- Olaf (Uitgeverij De Stiel, 1999)
- Olaf een-een-twee (Uitgeverij De Stiel, 2000)
- Olaf en de feestdagen
- Olaf op vakantie

Deze drie uitgaven werden geïllustreerd door Gerard van Weijenburg. Verder heeft ze Olaf en Jaap uitgebracht, een boekje om te helpen bij een rouwproces. Hogenhout heeft anno 2011 gewerkt aan een nieuw boek: Olaf op vakantie. Deze uitgave werd geïllustreerd door nieuwe kunstenaars, die meervoudig beperkt zijn, van Zonhove. Het boek is in 2012 uitgebracht, dit is tevens het laatste boek in de Olaf-reeks.

## De Rode Kater
Sinds 1993 heeft Hogenhout een leesclub De Rode Kater waarbij ze voorleest aan mensen met een meervoudige beperking. De mascotte is de rode kater van Jan, Jans en de kinderen. Ze heeft een grote jeugdboekenverzameling die zij ook gebruikt voor haar leesclub.